# Daniela Cook
Daniela Cook (født 16. marts 1978) er en australsk håndboldspiller. Hun spiller på Australiens håndboldlandshold, og deltog under VM 2011 i Brasilien.